# Willys Go Devil

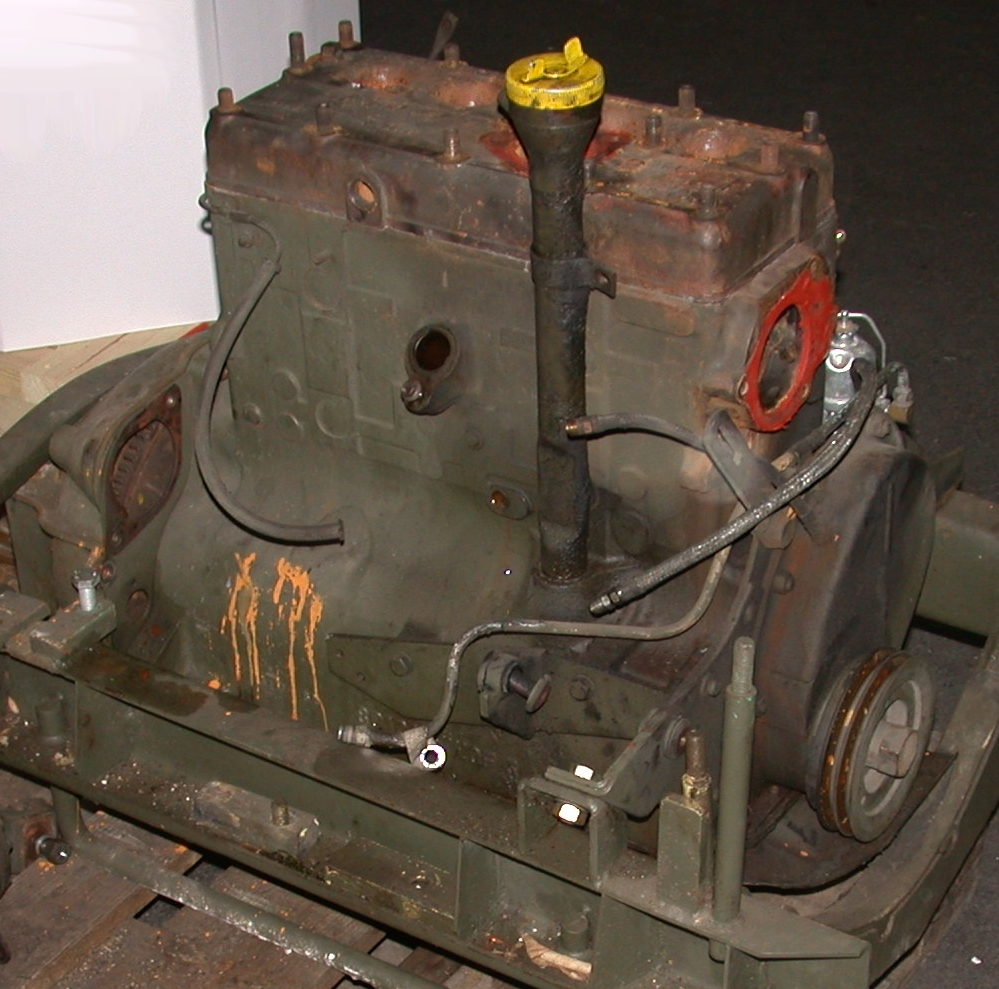
Defekter Willys Go Devil ohne Aggregate

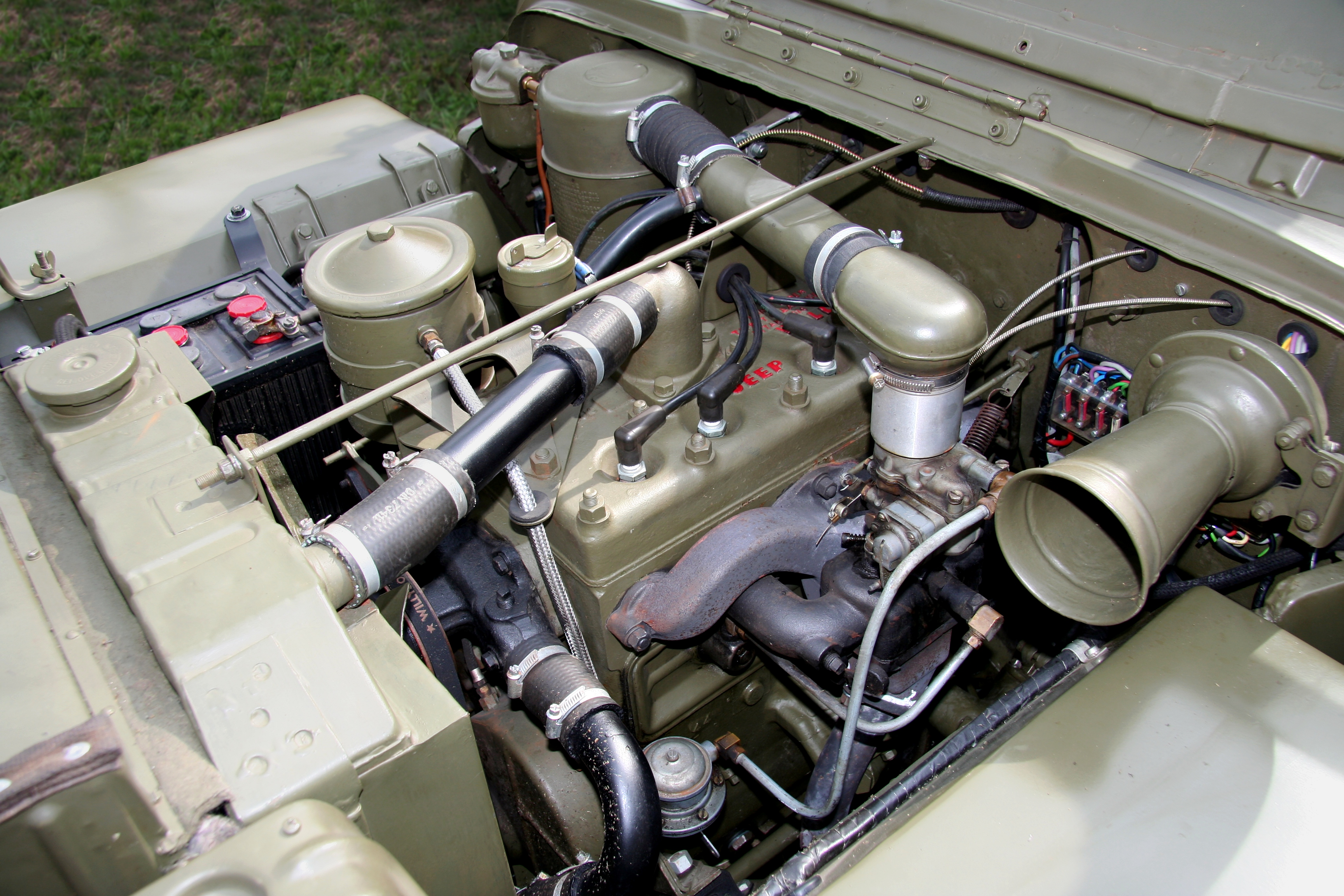
Willys Go Devil in der 6-Volt-Version in Willys MB

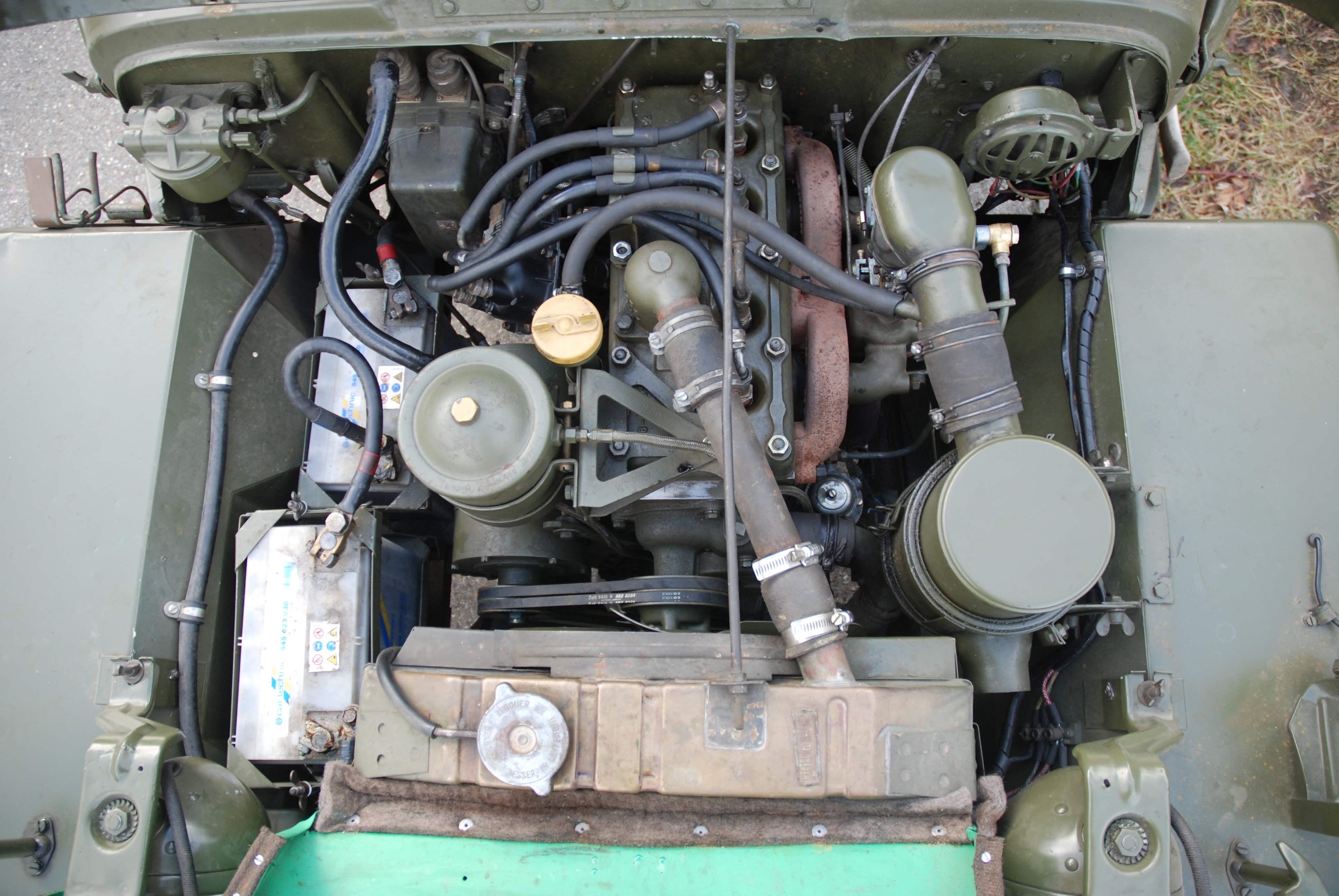
Willys Go Devil in der 24-Volt-Version in Hotchkiss Jeep M201

Der Willys L 134, Spitzname „Go Devil“, ist ein Vierzylinder-Reihenmotor (Ottomotor), der vor allem durch seine Verwendung im US-amerikanischen Jeep des Zweiten Weltkriegs bekannt wurde. Die scherzhafte Bezeichnung soll darauf zurückzuführen sein, dass er für seine Zeit so drehmomentstark war, dass man mit ihm „beim Teufel vorfahren konnte“. Andere Deutungen sind denkbar.

## Entwicklung und Technik
Der Willys L 134 war die Weiterentwicklung einer vorhandenen Konstruktion unter dem Ingenieur Delmar „Barney“ Roos. Roos hatte den Motor nicht entworfen, aber er verbesserte ihn in wesentlichen Teilen. Er steigerte vor allem die Haltbarkeit, zum Beispiel durch größer dimensionierte Lager und Ventilfedern, und mit Gegengewichten an der Kurbelwelle wurde eine gute Laufruhe erreicht. Außerdem soll der Servicebedarf merklich reduziert worden sein.
Der Motor hat einen Hubraum von 2,2 Liter mit einer Zylinderbohrung von 79,4 mm (31⁄8  Zoll) und einem Hub von 111,1 mm (43⁄8  Zoll), stehende Ventile und dreifach gelagerte Kurbelwelle. Er leistet 45 kW (60 hp) bei 4000/min; das maximale Drehmoment beträgt 142 Nm (105 lbf·ft) bei 2000/min; Zündfolge ist 1-3-4-2.
1950 wurde der L 134 durch den gegengesteuerten Willys-Hurricane-Motor ersetzt.

## Fahrzeuge
Der L 134 wurde in folgenden Fahrzeugen eingesetzt:
- 1940–1945 Willys MB
- 1944–1945 Jeep CJ-2
- 1945–1949 Jeep CJ-2A
- 1949–1953 Jeep CJ-3A
- 1948–1950 Willys Jeepster
- 1950–1955 Willys M38
- 1955–1966 Hotchkiss M201 (Lizenzproduktion)

## Technische Daten
| Technische Daten Willys L 134 Go Devil. | Technische Daten Willys L 134 Go Devil. |
| --------------------------------------- | --------------------------------------- |
| Hersteller                              | Willys                                  |
| Bauart                                  | Vier Zylinder in Reihe                  |
| Zylinderbohrung                         | 79,4 mm                                 |
| Kolbenhub                               | 111,1 mm                                |
| Hubraum                                 | 2199 cm³                                |
| Motorblock                              | Grauguss                                |
| Zylinderkopf                            | Grauguss                                |
| Ventilsteuerung                         | SV                                      |
| Kraftstoffversorgung                    | Einfachvergaser                         |
| Kraftstoffart                           | Normalbenzin                            |
| Kühlungssystem                          | Wasserkühlung                           |
| Leistung                                | 60 hp (45 kW)                           |
| Drehmoment                              | 142 Nm (105 lbf·ft)                     |
| Verdichtungsverhältnis                  | 6,48 : 1                                |
| Zündfolge                               | 1-3-4-2                                 |